# فنوکسی‌کارب
فنوکسی‌کارب (به انگلیسی: Fenoxycarb) با فرمول شیمیایی C۱۷H۱۹NO۴ یک ترکیب شیمیایی با شناسه پاب‌کم ۵۱۶۰۵ است. که جرم مولی آن ۳۰۱٫۳۴ g/mol می‌باشد. 